# 日東製薬
日東製薬株式会社（にっとうせいやく）は、東京都世田谷区に本社を置く、栄養食品等の製造販売を行う企業である。1963年に創業。

## 沿革
- 1963年 - 谷川正治が創業
- 1965年 - スタミナドリンク販売事業を開始
- 1994年 - 谷川正記が社長となり、健康食品・化粧品の販売を開始
- 2009年 - 自販機事業撤退